# Agrodiaetus wagneri
Agrodiaetus wagneri är en fjärilsart som beskrevs av Forster 1956. Agrodiaetus wagneri ingår i släktet Agrodiaetus och familjen juvelvingar. Inga underarter finns listade i Catalogue of Life.